# Rudolf Kanzler
Le baron Rudolf Kanzler est un chef de chœur du chant grégorien et archéologue allemand, surtout connu en raison de ses services auprès du Vatican.
Il connaissait notamment deux commissions pontificales : d'une part, il était un membre de la commission pontificale d'archéologie sacrée ; d'autre part entre 1904 et 1914, il s'agit de la commission de saint Pie X en faveur de l'Édition Vaticane en grégorien.

## Dans le domaine duchant liturgique
Le baron Rudolf Kanzler était l'un des personnages importants à Rome, qui retrouvèrent et appréciaient la qualité liturgique du chant grégorien au XIXe siècle.
Le soutien du baron pour ce chant, notamment sa restauration par les moines de l'abbaye Saint-Pierre de Solesmes, remonte en 1890. Le dimanche 9 mars, il assista une messe en grégorien, chantée sous la direction de Dom André Mocquereau de Solesmes, au Séminaire français de Rome. Sitôt la célébration terminée, il visita la chambre de Dom Mocquereau, avec le Père de Santi chargé de défendre l'édition néo-médicéenne par le pape Léon XIII. Le musicologue et jésuite autrichien annonça à ce moine : « Il est évident que ce chant sera un jour celui de l'Église romaine. » Le baron Kanzler, quant à lui, avait décidé de s'abonner à la revue Paléographie musicale, créée l'année précédente par Dom Mocquereau.
En tant qu'ami de Solesmes, le baron envoya, le 28 mai 1899, un télégramme au monastère : « Alléluia. Ce matin, ouverture du Concile américain. Chapelle Sixtine, sous la direction de Perosi, inaugure mélodies grégoriennes. »
Lorsqu'expira 30 ans de privilège octroyé à l'édition de Ratisbonne en 1901, Léon XIII, ancien défenseur de cette édition, prévoyait une commission pour une nouvelle édition dont le baron Kanzler était un candidat.

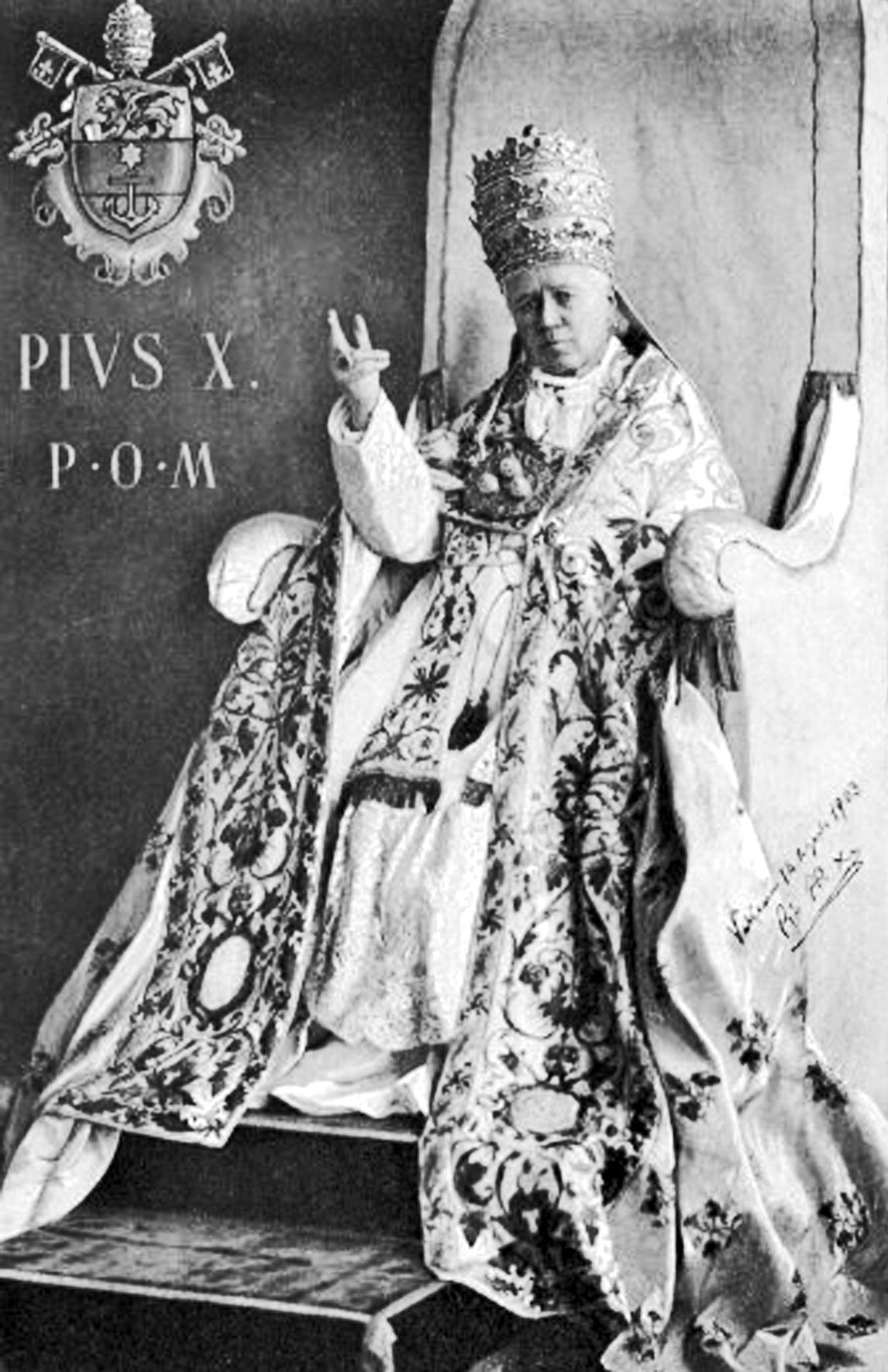
Entre 1904 et 1914, le baron Rudolf Kanzler fut l'un des membres de la commission du pape Pie X. Sa participation ne dura nonobstant qu'une année.

Puis le 25 avril 1904, avec son motu proprio, le nouveau pape Pie X nomma dix membres d'une commission pontificale y compris le Baron Rudolf Kanzler, en faveur de l'Édition Vaticane. À vrai dire, Kanzler hésitait à accepter la nomination prévue, quoiqu'il s'agît du choix direct de Pie X. Finalement, en qualité d'archéologue, il décida de participer à celle-ci. Demeurant à Rome, le baron fut accueilli par le Saint-Père le 29 avril, avec d'autres membres. En raison d'une nécessité urgente des livres de chant, la commission prit sa première séance ce jour-là.
Comme cette année 1904 s'illustrait surtout du centenaire du saint pape Grégoire Ier († 604), Rudolf Kanzler participa aux enregistrements du chant grégorien effectués par la Société Gramophone.
Toutefois, la commission devint aussitôt trop désunie pour sortir ensemble le premier livre, un kyriale, à cause de nombreux variants des manuscrits issus des compositions tardives,. Une fois le kyriale publié en 1905, sept membres parmi lesquels le baron n'assistaient plus à la commission,. Celle-ci fut finalement supprimée en 1913, officiellement un peu plus tard, le 16 janvier 1914.